# Nathalie Létendrie
Marie Nathalie Jacqueline Létendrie-Laurette, plus connue sous le nom de Nathalie Létendrie, née le 23 novembre 1988, est une joueuse mauricienne de volley-ball et de beach-volley.

## Carrière

### Volley-ball
Nathalie Létendrie est la capitaine de l'équipe de Maurice féminine de volley-ball, qu'elle intègre pour la première fois en 2007. Elle remporte avec la sélection la médaille de bronze des Jeux des îles de l'océan Indien 2015.
En club, elle est la capitaine de l'Azur SC, qu'elle a rejoint en 2006, avec lequel elle est championne de Maurice en 2012 et en 2015 et médaillée de bronze de la coupe des clubs champions de l'océan Indien en 2015.

### Beach-volley
Elle débute le beach-volley en 2012, et remporte le titre national en 2013 avec Rachel Christine.
Elle est médaillée d'argent aux Championnats d'Afrique de beach-volley 2019 à Abuja avec Liza Bonne. Elle est ensuite sélectionnée pour disputer les Jeux des îles de l'océan Indien 2019 à Maurice ; elle remporte avec Liza Bonne la médaille d'argent.

## Vie privée
Elle est mariée à Nicholas Laurette, joueur de volley-ball au Quatre-Bornes VBC.